# Canottaggio ai Giochi della XVI Olimpiade
Le competizioni del canottaggio dei Giochi della XVI Olimpiade si sono svolte nei giorni dal 23 al 27 novembre 1956 al bacino del lago Wendouree a Ballarat.
Come a Helsinki 1952 si sono disputati sette eventi tutti maschili.

## Programma
| Canottaggio ai Giochi della XVI Olimpiade | Canottaggio ai Giochi della XVI Olimpiade | Canottaggio ai Giochi della XVI Olimpiade | Canottaggio ai Giochi della XVI Olimpiade | Canottaggio ai Giochi della XVI Olimpiade | Canottaggio ai Giochi della XVI Olimpiade | Canottaggio ai Giochi della XVI Olimpiade | Canottaggio ai Giochi della XVI Olimpiade | Canottaggio ai Giochi della XVI Olimpiade | Canottaggio ai Giochi della XVI Olimpiade | Canottaggio ai Giochi della XVI Olimpiade | Canottaggio ai Giochi della XVI Olimpiade | Canottaggio ai Giochi della XVI Olimpiade | Canottaggio ai Giochi della XVI Olimpiade | Canottaggio ai Giochi della XVI Olimpiade | Canottaggio ai Giochi della XVI Olimpiade | Canottaggio ai Giochi della XVI Olimpiade | Canottaggio ai Giochi della XVI Olimpiade |
| Eventi / Giorni                           | Novembre/Dicembre 1956                    | Novembre/Dicembre 1956                    | Novembre/Dicembre 1956                    | Novembre/Dicembre 1956                    | Novembre/Dicembre 1956                    | Novembre/Dicembre 1956                    | Novembre/Dicembre 1956                    | Novembre/Dicembre 1956                    | Novembre/Dicembre 1956                    | Novembre/Dicembre 1956                    | Novembre/Dicembre 1956                    | Novembre/Dicembre 1956                    | Novembre/Dicembre 1956                    | Novembre/Dicembre 1956                    | Novembre/Dicembre 1956                    | Novembre/Dicembre 1956                    | Novembre/Dicembre 1956                    |
| Eventi / Giorni                           | 22                                        | 23                                        | 24                                        | 25                                        | 26                                        | 27                                        | 28                                        | 29                                        | 30                                        | 1                                         | 2                                         | 3                                         | 4                                         | 5                                         | 6                                         | 7                                         |                                           |
| ----------------------------------------- | ----------------------------------------- | ----------------------------------------- | ----------------------------------------- | ----------------------------------------- | ----------------------------------------- | ----------------------------------------- | ----------------------------------------- | ----------------------------------------- | ----------------------------------------- | ----------------------------------------- | ----------------------------------------- | ----------------------------------------- | ----------------------------------------- | ----------------------------------------- | ----------------------------------------- | ----------------------------------------- | ----------------------------------------- |
| Singolo                                   |                                           | Batteria                                  | Recuperi                                  |                                           | Semifinali                                | Finale                                    |                                           |                                           |                                           |                                           |                                           |                                           |                                           |                                           |                                           |                                           |                                           |
| Due di coppia                             |                                           | Batteria                                  | Recuperi                                  |                                           | Semifinali                                | Finale                                    |                                           |                                           |                                           |                                           |                                           |                                           |                                           |                                           |                                           |                                           |                                           |
| Due senza                                 |                                           | Batteria                                  | Recuperi                                  |                                           | Semifinali                                | Finale                                    |                                           |                                           |                                           |                                           |                                           |                                           |                                           |                                           |                                           |                                           |                                           |
| Due con                                   |                                           | Batteria                                  | Recuperi                                  |                                           | Semifinali                                | Finale                                    |                                           |                                           |                                           |                                           |                                           |                                           |                                           |                                           |                                           |                                           |                                           |
| Quattro senza                             |                                           | Batteria                                  | Recuperi                                  |                                           | Semifinali                                | Finale                                    |                                           |                                           |                                           |                                           |                                           |                                           |                                           |                                           |                                           |                                           |                                           |
| Quattro con                               |                                           | Batteria                                  | Recuperi                                  |                                           | Semifinali                                | Finale                                    |                                           |                                           |                                           |                                           |                                           |                                           |                                           |                                           |                                           |                                           |                                           |
| Otto                                      |                                           | Batteria                                  | Recuperi                                  |                                           | Semifinali                                | Finale                                    |                                           |                                           |                                           |                                           |                                           |                                           |                                           |                                           |                                           |                                           |                                           |

## Podi
| Evento                   | Oro | Perform. | Argento | Perform. | Bronzo | Perform. |
| Singolo (dettagli)       | Unione Sovietica Vjačeslav Ivanov | 8'02"5   | Australia Stuart MacKenzie | 8'07"7   | Stati Uniti Jack Kelly | 8'11"8   |
| Due di coppia (dettagli) | Unione Sovietica Aleksandr Berkutov Jurij Tjukalov                                                                                     | 7'24"0   | Stati Uniti Patrick Costello Jim Gardiner                                                                                                  | 7'32"2   | Australia Murray Riley Mervyn Wood | 7'37"4   |
| Due senza (dettagli)     | Stati Uniti James Fifer Duvall Hecht                                                                                                   | 7'55"4   | Unione Sovietica Igor Buldakov Viktor Ivanov                                                                                               | 8'03"9   | Austria Alfred Sageder Josef Kloimstein                                                                                                 | 8'11"8   |
| Due con (dettagli)       | Stati Uniti Arthur Ayrault Conn Findlay Tim. Kurt Seiffert                                                                             | 8'26"1   | Germania Moritz von Groddeck Horst Arndt Tim. Rainer Borkowsky                                                                             | 8'29"2   | Unione Sovietica Igor Jemchuk Georgij ZIlin Tim. Vladimir Petrov                                                                        | 8'31"0   |
| Quattro senza (dettagli) | Canada Archibald McKinnon Lorne Loomer Walter D'Hondt Donald Arnold                                                                    | 7'08"8   | Stati Uniti John Welchli John McKinlay Arthur McKinlay James McIntosh                                                                      | 7'18"4   | Francia René Guissart Yves Delacour Gaston Mercier Guy Guillabert                                                                       | 7'20"9   |
| Quattro con (dettagli)   | Italia Alberto Winkler Romano Sgheiz Angelo Vanzin Franco Trincavelli Tim. Ivo Stefanoni                                               | 7'19"4   | Svezia Olle Larsson Gösta Eriksson Ivar Aronsson Evert Gunnarsson Tim. Bertil Göransson                                                    | 7'22"4   | Finlandia Kauko Hänninen Reino Poutanen Veli Lehtelä Toimi Pitkänen Tim. Matti Niemi                                                    | 7'30"9   |
| Otto (dettagli)          | Stati Uniti Tom Charlton Dave Wight John Cooke Don Beer Caldwell Esselstyn Charles Grimes Rusty Wailes Bob Morey Tim. William Becklean | 6'35"2   | Canada Philip Kueber Dick McClure Robert Wilson David Helliwell Wayne Pretty Bill McKerlich Douglas McDonald Lawrence West Tim. Carl Ogawa | 6'37"1   | Australia Michael Aikman David Boykett Fred Benfield Jim Howden Garth Manton Walter Howell Adrian Monger Brian Doyle Tim. Harold Hewitt | 6'39"2   |

## Medagliere
| Posizione | Paese            |   |   |   | Totale |
| --------- | ---------------- | - | - | - | ------ |
| 1         | Stati Uniti      | 3 | 2 | 1 | 6      |
| 2         | Unione Sovietica | 2 | 1 | 1 | 4      |
| 3         | Canada           | 1 | 1 | 0 | 2      |
| 4         | Italia           | 1 | 0 | 0 | 1      |
| 5         | Australia        | 0 | 1 | 2 | 3      |
| 6         | Germania         | 0 | 1 | 0 | 1      |
| 6         | Svezia           | 0 | 1 | 0 | 1      |
| 8         | Finlandia        | 0 | 0 | 1 | 1      |
| 8         | Francia          | 0 | 0 | 1 | 1      |
| 8         | Austria          | 0 | 0 | 1 | 1      |
| Totale    | Totale           | 7 | 7 | 7 | 21     |